# Challenge Aero
Challenge Aero is een Oekraïense luchtvaartmaatschappij met thuisbasis in Kiev.

## Geschiedenis
Challenge Aero werd opgericht in 2002 en maakte oorspronkelijk gebruik van de vergunningen van South Airlines.

## Bestemmingen
- Athene, Berlijn, Dubai, Istanbul, Kiev, Londen, Madrid, Moskou, Parijs, Praag, Rome, Wenen

## Vloot
De vloot van Challenge Aero bestaat uit: (mei 2014)
- 3 Yakolev Yak-40
- 1 Antonov AN-24